# Стандіш (переписна місцевість, Мен)
Стандіш (англ. Standish) — переписна місцевість (CDP) в США, в окрузі Камберленд штату Мен. Населення — 480 осіб (2020).

## Географія
Стандіш розташований за координатами 43°44′7″ пн. ш. 70°33′9″ зх. д. / 43.73528° пн. ш. 70.55250° зх. д. (43.735342, -70.552499).  За даними Бюро перепису населення США в 2010 році переписна місцевість мала площу 6,94 км², уся площа — суходіл.

## Демографія
Згідно з переписом 2010 року, у переписній місцевості мешкало 469 осіб у 197 домогосподарствах у складі 136 родин. Густота населення становила 68 осіб/км².  Було 207 помешкань (30/км²).
Расовий склад населення:
| - 98,5 % — білих - 0,4 % — азіатів |

До двох чи більше рас належало 1,1 %. Частка іспаномовних становила 0,0 % від усіх жителів.
За віковим діапазоном населення розподілялося таким чином: 22,2 % — особи молодші 18 років, 64,6 % — особи у віці 18—64 років, 13,2 % — особи у віці 65 років та старші. Медіана віку мешканця становила 41,8 року. На 100 осіб жіночої статі у переписній місцевості припадало 95,4 чоловіків;  на 100 жінок у віці від 18 років та старших — 88,1 чоловіків також старших 18 років.
Середній дохід на одне домашнє господарство  становив 37 304 долари США (медіана — 38 477), а середній дохід на одну сім'ю — 54 112 долари (медіана — 40 333). За межею бідності перебувало 23,4 % осіб, у тому числі 25,4 % дітей у віці до 18 років та 21,2 % осіб у віці 65 років та старших.
Цивільне працевлаштоване населення становило 118 осіб. Основні галузі зайнятості: фінанси, страхування та нерухомість — 41,5 %, освіта, охорона здоров'я та соціальна допомога — 13,6 %, транспорт — 12,7 %.